# メイキン・ハッピィ
『メイキン・ハッピィ』は、桜沢エリカによる日本の漫画作品。

## 概要
『FEEL YOUNG』（祥伝社）において、1992年から1993年まで連載された。

### あらすじ
平凡なOLだった都は、何気なく購入した外国の宝くじに当選し、一夜にして18億円もの大金を得る。自分を裏切った恋人と別れて旅立ったニューヨークで、日本人観光客相手のコーディネーターをして暮らすトオルと出会い、都は大金と人生をニューヨークに賭けようと決意する。

## 書誌情報
桜沢エリカ 『メイキン・ハッピィ』 祥伝社〈FEEL YOUNGコミックスGOLD〉、全4巻
- 1巻、1992年10月13日発行、ISBN 978-4396760557
- 2巻、1992年10月13日発行、ISBN 978-4396760564
- 3巻、1993年4月8日発行、ISBN 978-4396760700
- 4巻、1993年8月25日発行、ISBN 978-4396760793

## 関連番組
- BSマンガ夜話『メイキン・ハッピィ』（1998年2月24日 NHK BS2） - ゲストは戸川純とサエキけんぞう。